# Marcial Pina
Marcial Manuel Pina Morales (Bárzana, Asturias, España, 23 de agosto de 1946), conocido como Marcial, es un exfutbolista español. Jugaba de centrocampista y su primer equipo fue el Elche Club de Fútbol, aunque sus mayores éxitos los logró con el F. C. Barcelona.

## Trayectoria
Debutó en Primera División en las filas del Elche C. F. a la edad de dieciocho años. En 1966 fichó por el R. C. D. Español tras desestimar ofertas del Inter de Milán, el Real Madrid C. F. y el F. C. Barcelona. Ese mismo año debutó con la selección española.
En 1969, tras el descenso del club perico a la Segunda División, fichó por el Barcelona, donde jugó ocho temporadas en las que llegó a disputar 357 partidos oficiales y anotó ochenta y cuatro goles. En la temporada 1973/74 fue el segundo máximo goleador de la Liga con diecisiete tantos, superado por Quini, con veinte. En 1977 fue apartado del club azulgrana por una salida nocturna junto a Carles Rexach. Esa temporada fichó por el Club Atlético de Madrid, equipo en el que se retiró en 1980.
Tiene el curioso récord de ser el único jugador que ha marcado goles al Real Madrid con cuatro equipos distintos, además de ser el único jugador de Primera División que consiguió un gol de lanzamiento directo con cada pierna en el mismo partido, con el Atlético de Madrid frente al Barcelona.

## Selección nacional
Fue internacional con la selección española en quince ocasiones. Su debut como internacional tuvo lugar el 23 de octubre de 1966 en el partido Irlanda 0-0 España.

## Clubes
| Club                    | País   | Año       |
| ----------------------- | ------ | --------- |
| Elche C. F.             | España | 1964-1966 |
| R. C. D. Español        | España | 1966-1969 |
| F. C. Barcelona         | España | 1969-1977 |
| Club Atlético de Madrid | España | 1977-1980 |

## Palmarés

### Campeonatos nacionales
| Título        | Club            | País   | Año  |
| ------------- | --------------- | ------ | ---- |
| Copa del Rey  | F. C. Barcelona | España | 1971 |
| Liga española | F. C. Barcelona | España | 1974 |

### Copas internacionales
| Título                      | Club            | País   | Año  |
| --------------------------- | --------------- | ------ | ---- |
| Copa de campeones de Ferias | F. C. Barcelona | España | 1971 |